# Halina Dziubińska
Halina Dziubińska – polska biofizyk, dr hab. nauk biologicznych, profesor nadzwyczajny Instytutu Biologii i Biochemii Wydziału Biologii i Biotechnologii Uniwersytetu Marii Curie-Skłodowskiej w Lublinie.

## Życiorys
Obroniła pracę doktorską, 25 października 2004 habilitowała się na podstawie oceny dorobku naukowego i pracy zatytułowanej Udział zjawisk bioelektrycznych w przekazywaniu sygnałów u roślin. Objęła stanowisko profesora nadzwyczajnego w Instytucie Biologii i Biochemii na Wydziale Biologii i Biotechnologii Uniwersytetu Marii Curie-Skłodowskiej w Lublinie.

## Publikacje
- The Relationship between Electrical Potential Changes and Circumnutation in Helianthus annuus L.[1]
- Cold Induced Transmembrane Potential Changes in Higher Plant Mesophyll Cells[1]
- 2002: The Infradian Rhythm of the Motor Cells of Circumnutating Helianthus annuus Shoots Matches the Long-period Rhythm of the Moon[1]
- 2002: Light-induced Changes in Stem Circumnutations and Electrical Potential in Helianthus annuus L.[1]
- 2008: Slow vacuolar channels from winter and spring varieties of rape (Brassica napus)[1]
- 2014: Characteristics of quercetin interactions with liposomal and vacuolar membranes[1]